# 霞浦市
霞浦市（日语：／ Kasumigaura shi */?）是茨城縣南部的一市。

## 概要
面朝日本第二大淡水湖霞浦的城市。2005年時（平成17年）在「平成大合併」由新治郡 霞浦町與千代田町合併而誕生。
儘管市名是由霞浦而得名，但從原本的2町期望的公平觀點來看，市名使用漢字會使人有千代田町是併入霞浦町的第一印象，而在平成大合併時以片假名為市名的地方自治體制又增加不少，受到兩方影響，從而避免使用漢字、改用平假名成為市名。當時其他的候補市名還有「霞市（かすみ市）」、「新治市（にいはり市）」、「千代田市（ちよだ市）」等。在茨城縣中四個以平假名命名的市名，該市為第三個以平假名命名的城市，與同縣的筑波未來市（つくばみらい市）以及鹿兒島縣的市來串木野市（いちき串木野市）並列六字日本最長市名。

## 地理
- 東京都起點60公里圏内位置。
- 北部有戀瀬川與天之川，中央部有常磐線經過。南東部連接霞浦。
- 北西部連接筑波連山的矮山。
- 市域的一部分為水鄉筑波國定公園的一部分。

### 接鄰行政區
- 石岡市
- 土浦市
- 行方市

## 交通

### 鐵路
市内沒有鐵路車站，僅有東日本旅客鐵道（JR東日本）常磐線經過。但常磐線神立站的土地有橫跨土浦市與霞浦市境（站房在土浦市境內），同站附近有市公所的地方辦事處及市營汽機車及自行車停車場。

### 道路
- 高速公路
  - 常磐自動車道
    - 千代田石岡交流道
- 一般國道
  - 國道6號（水戶街道）
    - 往北 - 石岡・小美玉・水護・常陸那珂・日立・磐城
    - 往南 - 土浦・牛久・龍崎・取手・柏・東京

  - 國道354號
    - 往東 - 行方・鉾田
    - 往西 -土浦・筑波・常總・坂東・古河
- 主要地方道
  - 茨城縣道53號筑波千代田線
  - 茨城縣道64號土浦笠間線
- 一般縣道
  - 茨城県道118號石岡田伏土浦線
  - 茨城県道138號石岡筑波線
  - 茨城県道141號牛渡馬場山土浦線
  - 茨城縣道194號宍倉玉里線
  - 茨城縣道197號戸崎上稲吉線
  - 茨城縣道221號飯岡石岡線
- 自行車道
  - 茨城縣道504号潮來土浦自行車道線

## 出身名人
- 伊東甲子太郎（新選組參謀）
- 鈴木三樹三郎（新選組九番隊組長，伊東甲子太郎親弟）

## 註解

### 出典
1. 1 2  小野寺敦 監修 『茨城「地理・地名・地図」の謎』 (2014，第14-16頁)
2. ↑  県民学研究会 編 (编). . 洋泉社. 2013-09-23: 190. ISBN 978-4-8003-0211-3.